# José Alencar
José Alencar Gomes da Silva GCMM • GCIH (Muriaé, 17 de outubro de 1931 — São Paulo, 29 de março de 2011) foi um político e empresário brasileiro, filiado ao Partido Republicano Brasileiro (PRB). Entre 1 de janeiro de 2003 e 1 de janeiro de 2011 atuou como o 23.° Vice-presidente do Brasil.
Constituiu sua primeira empresa aos 18 anos, uma loja chamada a Queimadeira. Em 1967 fundou a Companhia de Tecidos Norte de Minas (Coteminas), empresa do ramo têxtil que teve grande êxito.
Foi senador pelo estado de Minas Gerais de 1999 a 2002. Em 2002 filiou-se ao PL e, no mesmo ano, elegeu-se Vice-presidente da República, compondo chapa com o candidato Luiz Inácio Lula da Silva, sendo a chapa reeleita em 2006, com José Alencar tendo migrado, em 2005, para o recém-criado PRB, tendo exercido a vice-presidência até 31 de dezembro de 2010. 
Desde 1997 apresentou problemas graves de saúde. A sua determinação na luta contra o pior deles, um câncer, tornou-o inspiração. Faleceu decorridos três meses do término do exercício de seu mandato de Vice-presidente.
Em julho de 2012, foi eleito um dos 100 maiores brasileiros de todos os tempos em concurso realizado pelo SBT com a BBC de Londres.

## Primeiros anos
Seus pais, Antônio Gomes da Silva, com 36 anos e descendente de portugueses, e Dolores Peres Gomes da Silva, com 18 anos e descendente de espanhóis, casaram em 22 de junho de 1912 no distrito de Vermelho da cidade de Muriaé. Nesta região, Antônio montou um armazém de secos e molhados na próspera época da produção de café no Brasil. O casal teve 15 filhos: Udezira (1913), Geraldo (1914), Mário (1915), Maria (Cotinha, 1917), Álvaro (Tatão, 1919), Lucílio (Lulu, 1921), Wilson (1923), Elza (1925), Célia (1927), Maria José (1929), José Alencar (Zezé, 1931), Wallace (1933), Antonio (Toninho, 1935), Maria Auxiliadora (Dorinha, 1937), e Dolores Maria (1942).
No final da década de 1920, com a quebra da Bolsa de Valores de Nova Iorque em 1929 e o declínio do café brasileiro — período chamado de Grande Depressão —, a família Gomes da Silva teve de se mudar para o distrito de Itamuri. Foi aí em 17 de outubro de 1931 que nasceu José Alencar Gomes da Silva. Os problemas da família acabaram por levá-los para outro distrito, o Rosário da Limeira, mas, ainda foram se alojar numa fazenda devido que lá teria o mínimo de despesas. Alencar entrou aos 6 anos na escola, ainda em Rosário da Limeira. Foi alfabetizado em casa, até que conseguiu ingressar numa recém-criada escola do interior, onde estudara dos 7 aos 10 anos. Começou a trabalhar aos sete anos de idade, ajudando o pai em sua loja. Aos 10 anos, a família saí do interior a fim de ir a Muriaé, e iriam viver em constante mudança de residência. Nesta cidade, estuda na Escola São Paulo. Em 1945, foram para a cidade de Miraí, e como lá não havia o suporte educacional necessário, Alencar frequentou apenas o primeiro ano do então ensino ginasial. Insatisfeito com a situação, aos 14 anos de idade, Alencar fez as malas e saiu de casa sozinho. Conseguiria um emprego de balconista numa loja de tecidos conhecida por "A Sedutora". O dinheiro inicial que conseguiu era suficiente apenas para se manter. Em maio de 1948, mudou-se para Caratinga, a fim de trabalhar na "Casa Bonfim". Notabilizou-se como grande vendedor, tanto neste último emprego, quanto no anterior. Fato interessante durante os primeiros anos da vida de Alencar, foi o seu ingresso no Escotismo, o que gostava muito de lembrar.
Nós anos 60, com sua pequena passagem por Ubá-Minas gerais fez grandes amizades, sendo a mais importante delas a que ele tinha com José Lomeu Pinto, antigo residente do Córrego Santo Anastácio juntamente com sua esposa Maria Cândida Pinto e seus filhos, sendo João Batista Pinto o que ele tinha mais proximidade, sendo cogitando até mesmo de ser padrinho do próprio, mas infelizmente a data do batismo não coube na agenda de José Alencar.

## Carreira profissional
Aos dezoito anos, iniciou seu próprio negócio. Para isto contou com a ajuda do irmão Geraldo Gomes da Silva, que lhe emprestou quinze mil cruzeiros. Em 31 de março de 1950, abriu a sua primeira empresa, denominada "A Queimadeira", localizada na cidade de Caratinga. Manteve sua loja até 1953, quando decidiu vendê-la e mudar de ramo. Iniciou seu segundo negócio na área de cereais por atacado, ainda em Caratinga. Logo em seguida participou — em sociedade com José Carlos de Oliveira, Wantuil Teixeira de Paula e seu irmão Antônio Gomes da Silva Filho — de uma fábrica de macarrão, a "Fábrica de Macarrão Santa Cruz".
Em 1957, a mãe faleceu, assim como o pai no ano seguinte. No final de 1959, seu irmão Geraldo morreu de câncer. A esposa de Geraldo não tinha condições de assumir a empresa deixada pelo marido, uma casa comercial de tecidos chamada de "União dos Cometas". Coube a Alencar vender seus negócios em Caratinga e mudar-se para Ubá em 1960 a fim de prosseguir os negócios do irmão. Em 1963 constituiu a Companhia Industrial de Roupas União dos Cometas, que mais tarde passaria a se chamar Wembley Roupas S.A., cujo nome era para ser associado ao bairro londrino de Wimbledon, local onde ocorria um torneio no qual a brasileira Maria Esther Bueno se destacava, mas como já havia uma empresa com o nome, terminou-se por ser chamado por Wembley, que remete a um estádio.
Em 1967, em parceria com o empresário e deputado Luiz de Paula Ferreira, fundou, em Montes Claros, a Companhia de Tecidos Norte de Minas, Coteminas, que foi inaugurada em 31 de março de 1975. O local onde foi construída a fábrica de tecidos estava na área abrangida pela Superintendência do Desenvolvimento do Nordeste (Sudene) e possuía vantagem estratégica por estar próximo às rodovias BR-135, BR-365 e BR-251 que unem várias regiões do país. A Sudene ajudou a financiar a Coteminas. Em 1984, através do Banco Nacional de Desenvolvimento Econômico e Social iniciou-se a recuperação da empresa Seridó que estava indo a falência. Sob o domínio do grupo da Coteminas, a Seridó teve seu nome mudado para Coteminas do Nordeste (Cotene). Durante o governo Collor foram confiscadas as poupanças com valores superiores a 50 mil cruzeiros novos, inclusive todo o dinheiro da Coteminas que estava aplicado, fato que prejudicou um pouco a empresa, mas que teve continuidade. Com o tempo criou-se e adquiriram-se várias empresas, inclusive internacionalmente na Argentina, no México e nos Estados Unidos. Todas as empresas acabaram por serem fundidas na Coteminas. José Alencar só iria se afastar totalmente das funções empresariais na Coteminas em 30 de dezembro de 2002, antes de assumir a Vice-Presidência da República, assumindo o controle da companhia o filho Josué.
Em 1980, disputou a presidência da ACMinas, um entidade empresarial. Na eleição indireta para a administração da entidade, perdeu por 15 votos a 50. Desanimado com a ACMinas, se concentrou na Federação das Indústrias do Estado de Minas Gerais (FIEMG), onde se tornou presidente. Durante sua gestão na FIEMG, ampliou o número de sindicatos iniciando um diálogo mais aberto entre a entidade e estes, valorizou as pequenas e médias empresas, construiu os Centros de Apoio aos Trabalhadores da Indústria que davam lazer e assistência social, e ampliou a participação da entidade no estado. A participação de Alencar na presidência da FIEMG foi fundamental para a carreira política, tanto que o governador de Minas Gerais Newton Cardoso, insistiu para que ele assumisse a Secretaria da Indústria do Estado, algo que ele recusou. Também se tornou vice-presidente da Confederação Nacional da Indústria (CNI).

## Carreira política

### Precedentes
Alencar teve em suas primeiras participações à campanhas políticas, grande admiração a Juscelino Kubitschek e simpatia ao Partido Social Democrático (PSD).
Em 1964 havia grande tensão política no Brasil. De um lado, os militares e os comerciantes  e do outros  forças de esquerda e sindicais que pregavam a legalidade a favor de Jango e das reformas, liderados por Brizola.[parcial?] José Alencar declarou publicamente ser a favor do golpe. Alencar esperava que após o golpe, fosse realizado em 1965 uma nova eleição presidencial, na qual Juscelino Kubitschek poderia voltar a Presidência, porém ele se desiludiu ao ver que não era aquilo que esperava. Após 19 anos, apoiaria as Diretas Já.
| “ | O Brasil está passando por um momento muito difícil, muito grave. Por que? Porque a inflação está sendo estimulada, a anarquia está sendo estimulada, a quebra da disciplina e da hierarquia das Forças Armadas está sendo estimulada. Eles estão dando hegemonia aos sargentos em relação aos oficiais. E, além do mais, está-se buscando a comunização do Brasil. Nós como democratas, não aceitamos e não aceitaremos isso!" | ” |

### Candidato a governador de Minas Gerais em 1994
Em 1993, Alencar filiou-se ao Partido do Movimento Democrático Brasileiro. Logo assumiu a Vice-Presidência do partido. Ao viajar por municípios mineiros, vários políticos falaram no nome de Alencar como candidato ao governo de Minas Gerais, ao receber tantos apoios, José Alencar abriu a sua pré-candidatura, além dele também eram pré-candidatos o ex-governador Newton Cardoso e o deputado Tarcísio Delgado. Percebendo que iria perder a nomeação para governador, Newton desistiu da candidatura em apoio a Tarcísio. 13 deputados federais do partido apoiavam Tarcísio (apenas o deputado federal Aloísio Vasconcelos apoiou Alencar). Apesar disso, Alencar tinha o senador Alfredo Campos como vice e as bases de apoio. Venceu na convenção com 51 votos de vantagem. Entretanto, houve uma dissidência no PMDB e a campanha ficou fraca. Os políticos do partido pensavam que Alencar iria ajudar na campanha deles, e como isto não aconteceu ele teve que fazer a campanha por conta própria, sem o apoio do PMDB. Na eleição em 1994, em primeiro turno, Alencar ficou em terceiro lugar, vindo apoiar Eduardo Azeredo no segundo turno.
| Eleição para governador de Minas Gerais em 1994 | Eleição para governador de Minas Gerais em 1994 | Eleição para governador de Minas Gerais em 1994 | Eleição para governador de Minas Gerais em 1994 | Eleição para governador de Minas Gerais em 1994 | Eleição para governador de Minas Gerais em 1994 | Eleição para governador de Minas Gerais em 1994 | Eleição para governador de Minas Gerais em 1994 | Eleição para governador de Minas Gerais em 1994 | Eleição para governador de Minas Gerais em 1994 |
| Candidato                                       | Primeiro turno                                  | Primeiro turno                                  | Segundo turno                                   | Segundo turno                                   | Votação                                         | Primeiro turno                                  | Primeiro turno                                  | Segundo turno                                   | Segundo turno                                   |
| Candidato                                       | Votos                                           | % (válidos)                                     | Votos                                           | % (válidos)                                     | Votação                                         | Primeiro turno                                  | Primeiro turno                                  | Segundo turno                                   | Segundo turno                                   |
| ----------------------------------------------- | ----------------------------------------------- | ----------------------------------------------- | ----------------------------------------------- | ----------------------------------------------- | ----------------------------------------------- | ----------------------------------------------- | ----------------------------------------------- | ----------------------------------------------- | ----------------------------------------------- |
| Hélio Calixto da Costa (PP)                     | 2 893 594                                       | 48,30%                                          | 3 081 094                                       | 41,35%                                          | Votos apurados                                  | 8 837 261 (83,69% de 10 559 739 eleitores)      | 8 837 261 (83,69% de 10 559 739 eleitores)      | 8 381 240 (79,37% de 10 559 739 eleitores)      | 8 381 240 (79,37% de 10 559 739 eleitores)      |
| Eduardo Brandão de Azeredo (PSDB)               | 1 629 711                                       | 27,20%                                          | 4 370 836                                       | 58,65%                                          | Votos brancos                                   | 2 042 158 (23,11% de votos apurados)            | 2 042 158 (23,11% de votos apurados)            | 115 782 (1,38% de votos apurados)               | 115 782 (1,38% de votos apurados)               |
| José Alencar Gomes da Silva (PMDB)              | 641 887                                         | 10,71%                                          |                                                 |                                                 | Votos nulos                                     | 804 105 (9,10% de votos apurados)               | 804 105 (9,10% de votos apurados)               | 813 528 (9,71% de votos apurados)               | 813 528 (9,71% de votos apurados)               |
| Antônio Carlos Ramos Pereira (PT)               | 585 173                                         | 9,77%                                           | Votos válidos                                   | 5 990 998 (67,79% de votos apurados)            | 5 990 998 (67,79% de votos apurados)            | 7 451 930 (88,91% de votos apurados)            | 7 451 930 (88,91% de votos apurados)            |                                                 |                                                 |
| Erico Quaresma Firpe (PSD)                      | 101 310                                         | 1,69%                                           | Abstenção e votos não totalizados               | 1 722 478 (16,31% de 10 559 739 eleitores)      | 1 722 478 (16,31% de 10 559 739 eleitores)      | 8 381 240 (20,63% de 10 559 739 eleitores)      | 8 381 240 (20,63% de 10 559 739 eleitores)      |                                                 |                                                 |
| Cleber Cunha Dalesco (PRONA)                    | 70 329                                          | 1,17%                                           | Fonte:                                          | Fonte:                                          | Fonte:                                          | Fonte:                                          | Fonte:                                          |                                                 |                                                 |
| Hebert Ribeiro Pessoa (PSC)                     | 39 929                                          | 0,67%                                           |                                                 |                                                 |                                                 |                                                 |                                                 |                                                 |                                                 |
| Monico Gomes da Silva (PRN)                     | 29 065                                          | 0,49%                                           |                                                 |                                                 |                                                 |                                                 |                                                 |                                                 |                                                 |

### Senador por Minas Gerais
Em 1998, o ex-presidente da República Itamar Franco era o candidato a governador de Minas pela coligação, e para o Senado, o candidato era o ex-governador Hélio Garcia. Garcia declarou que não apoiaria nenhum candidato, nem mesmo Itamar. No dia do prazo final de inscrição para os candidatos, Itamar declarou: "Sem um candidato ao Senado, eu não disputo!". Com isto, Itamar ameaçou renunciar a candidatura. O PMDB, então apressado para arrumar uma solução, acabou convencendo Alencar a registrar a candidatura, enquanto o partido articulava uma solução melhor. Alencar apoiou Itamar Franco, e iniciou uma campanha política. Reparou que no material de campanha havia apenas o nome do Itamar, sem menção a ele. Por fim, Alencar foi convidado a assumir a candidatura de fato, e não apenas simbolicamente. Seu slogan que se tornou popular, era: "O 15 de Zé Alencar é o 15 de Itamar. É com o 15 que eu vou." Nas primeiras pesquisas, Alencar aparecia com 2% intenção de voto, mas esse índice foi crescendo, até que Hélio Garcia desistiu da candidatura para apoiar a outra candidata, Júnia Marise. Alencar venceu a eleição de 1998, com apenas uma vaga aberta para o Senado com mandato de oito anos, cujo não seria cumprido até o final.
| José Alencar Gomes da Silva (PMDB)                                  | 2 902 158 | 48,19% | Votos nominais | 6 022 788 (63,63% do comparecimento) | 6 022 788 (63,63% do comparecimento) |        |        |
| Júnia Marise Azeredo Coutinho (PDT / PT / PCB / PSB / PV / PC do B) | 2 493 240 | 41,40% | Votos brancos  | 1 830 028 (19,33% do comparecimento) | 1 830 028 (19,33% do comparecimento) |        |        |
| Moamed Rachid Gariff (PST)                                          | 207 321   | 3,44%  | Votos nulos    | 1 613 092 (17,04% do comparecimento) | 1 613 092 (17,04% do comparecimento) |        |        |
| Murilo Paulino Badaró (PPB)                                         | 203 056   | 3,37%  | Comparecimento | 9 465 908 (80,12%)                   | 9 465 908 (80,12%)                   |        |        |
| Antônio Francisco de Oliveira Filho (PRP)                           | 60 674    | 1,01%  | Abstenção      | 2 349 275 (19,88%)                   | 2 349 275 (19,88%)                   |        |        |
| Antonio Feliciano dos Santos (PSTU)                                 | 52 239    | 0,87%  | Fonte:         | Fonte:                               | Fonte:                               | Fonte: | Fonte: |
| Sérgio Rodrigues Pinheiro (PRTB)                                    | 35 328    | 0,59%  |                |                                      |                                      |        |        |
| Vasco de Oliveira Araújo (PTN)                                      | 35 090    | 0,58%  |                |                                      |                                      |        |        |
| Dinalva Moreira Serafim Dias de Souza (PAN)                         | 33 682    | 0,56%  |                |                                      |                                      |        |        |

O primeiro suplente era Aelton José de Freitas e o segundo Sebastião Riêra. Tomou posse em 1 de fevereiro de 1999 para cumprir a 51ª Legislatura. No Senado, foi presidente da Comissão Permanente de Serviço de Infraestrutura, membro da Comissão Permanente de Assuntos Econômicos e membro da Comissão Permanente de Assuntos Sociais. Em entrevista, afirmou que seus amigos no Senado eram "o pessoal mais à esquerda, porque somos mais à esquerda." Desde o começo de seu mandato, as relações com o PMDB foram se desgastando. O deputado Paes de Andrade, o governador Itamar Franco e Newton Cardoso apresentaram-lhe um texto para convocar a convenção e impedir o apoio do partido ao presidente Fernando Henrique Cardoso, mas Alencar não assinou. Ao disputar a Presidência do Senado, tinha o apoio de 11 dos 21 senadores peemedibistas, contando com o seu voto. Além dele eram candidatos José Sarney, José Fogaça e Ramez Tebet. O Palácio do Planalto — ocupado por Fernando Henrique Cardoso — escolheu Tebet, e os outros dois removeram a candidatura, com exceção de Alencar, que achava que iria vencer. O resultado foi 20 votos contra 1, o dele próprio. Aquilo não o agradou, e sentindo traído pelos colegas peemedebistas, abandonou o PMDB.

## Vice-presidente do Brasil

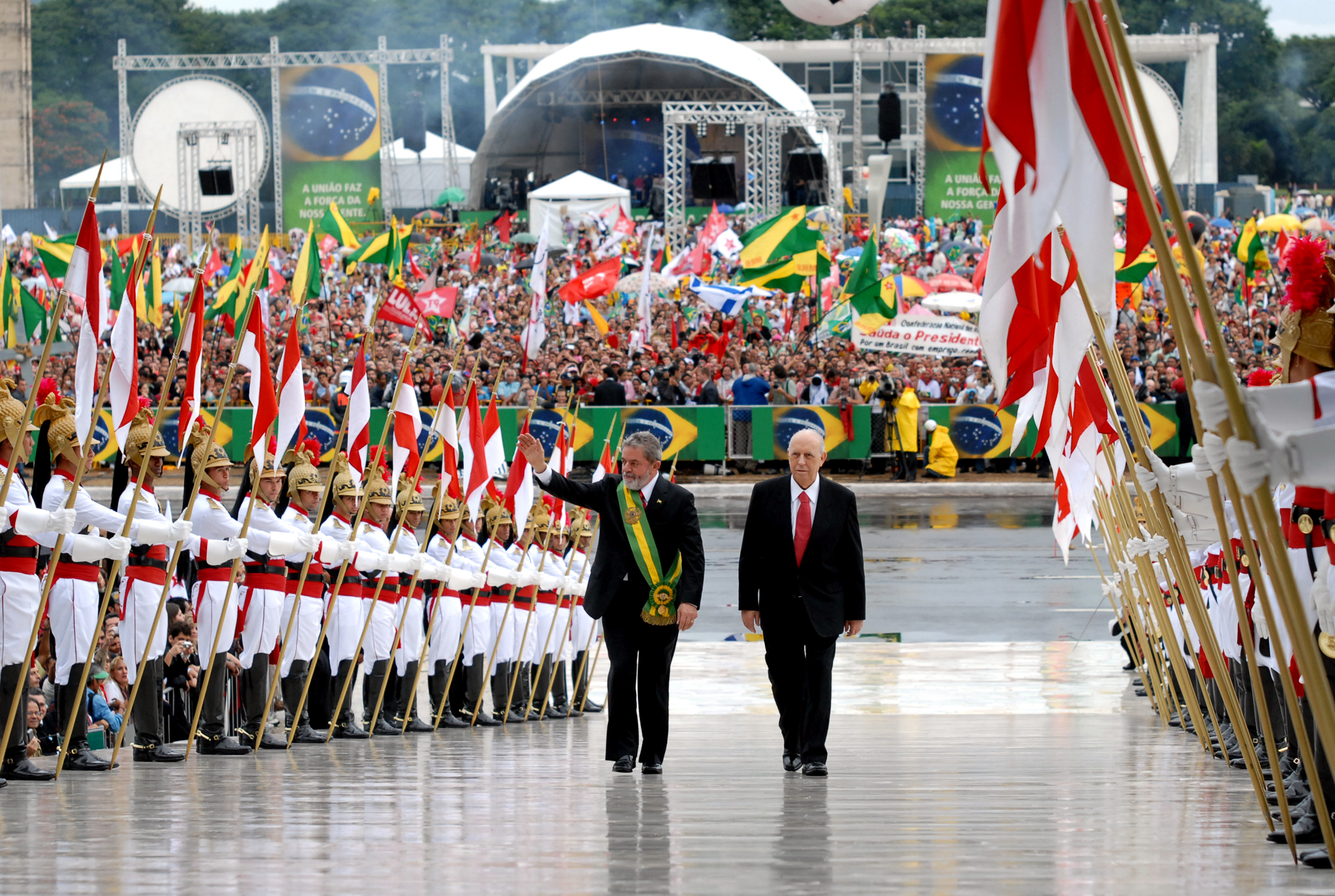
O presidente Luiz Inácio Lula da Silva e o vice-presidente José Alencar sobem a rampa do Palácio do Planalto, observados pelos Dragões da Independência e por milhares de pessoas que assistiam à cerimônia na Praça dos Três Poderes em 1 de janeiro de 2007.

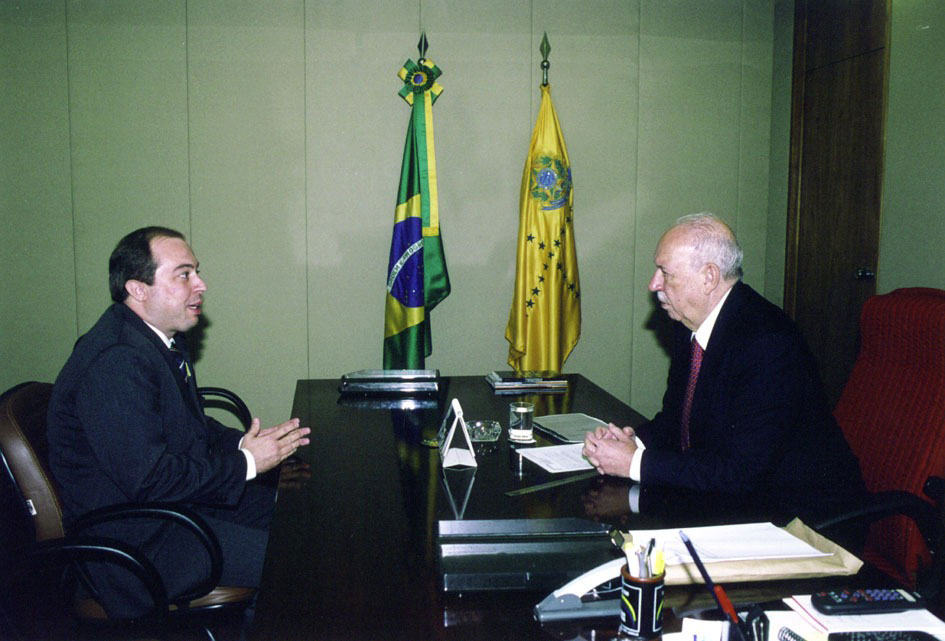
Vice-presidente José Alencar recebendo o diretor do DNIT Alexandre Silveira.

Luiz Inácio Lula da Silva, havia perdido três eleições presidenciais consecutivas (1989, 1994, 1998). O Partido dos Trabalhadores (PT), o qual Lula ajudou a fundar, precisava passar por mudanças para conseguir finalmente vencer a eleição. O PT era considerado um partido muito fechado a coligações, tinha sido de oposição a eleição indireta de Tancredo Neves, como subsequência, foi de oposição a José Sarney, Fernando Collor, Itamar Franco, e Fernando Henrique Cardoso. O PT precisava diminuir o radicalismo. José Dirceu convenceu Lula que era preciso ter José Alencar como vice na chapa para conquistar a confiança dos empresários. Alencar aceitou, mas estava sem partido político. De início, pensou em voltar ao PMDB, mas este já apoiava o PSDB, e por isto não seria possível uma coligação. Por fim, Alencar filiou-se ao Partido Liberal (PL), mas houve resistência interna no PL para aceitar o candidato Lula, assim como houve resistência interna do PT em aceitar Alencar como vice — ele foi aceito na convenção petista com 34 votos a favor, 30 contra e 7 abstenções. Enfim, conseguiu-se firmar a chapa Lula-Alencar na coligação com PT, PL, PCdoB, PMN e PCB. Em 18 de outubro de 2002, Lula e Alencar foram eleitos com 61,27% dos votos.
Assumiu a vice-presidência em 1 de janeiro de 2003, durante os dois mandatos, Alencar assumiu a presidência da República por 398 dias enquanto o presidente Lula se encontrava em viagens internacionais. Sancionou várias leis importantes, entre elas a que define que hotéis, motéis, pensões ou estabelecimento do gênero cujas estejam presentes crianças ou adolescentes, acompanhado ou sem autorização dos pais, pode ser fechado; e a lei que tornou filosofia e sociologia obrigatórias no ensino médio. Vetou os artigos da lei que torna invioláveis os escritórios de advocacia em investigações policiais. Durante o período que estava na Presidência, ocorreu a queda do avião do Voo Air France 447 entre Rio de Janeiro e Paris, e ele esteve presente no local do acidente, conversou com vítimas e deu informações para a imprensa.
Foi um vice-presidente polêmico por ter sido uma voz discordante dentro do governo contra a política econômica defendida pelo ex-ministro da Fazenda Antonio Palocci, que mantinha os juros altos na tentativa de conter a inflação e manter a economia sob controle. Foi criticado pelos senadores José Sarney e Arthur Virgílio, este último o chamou de "abilolado" (amalucado). Antes do final do primeiro mês, Alencar foi acusado de contratar parentes para trabalhar no gabinete, mas estes foram exonerados no dia seguinte a nomeação. Em 2003, Lula nomeou-o coordenador da comissão de análise da transposição do Rio São Francisco.
Em março de 2003, Alencar foi admitido por Lula já ao último grau da Ordem do Mérito Militar, a Grã-Cruz. Da mesma forma, no ano seguinte, foi agraciado com a Grã-Cruz da Ordem do Infante D. Henrique, de Portugal.

### Ministério da Defesa

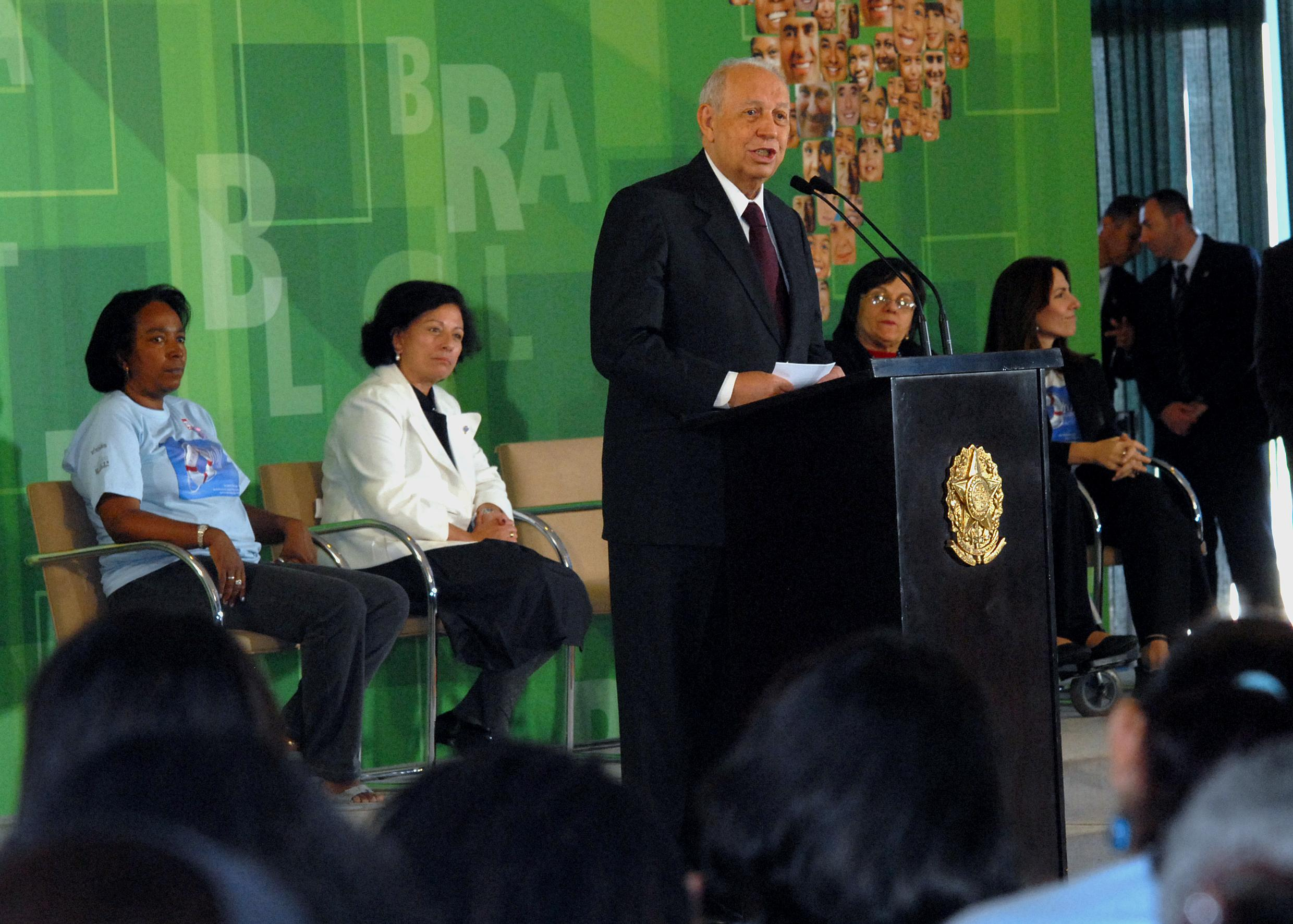
O presidente em exercício José Alencar discursa durante ato no Palácio do Planalto em comemoração aos dois anos da Lei Maria da Penha, de combate à violência doméstica.

Em 8 de novembro de 2004, passou a acumular a vice-presidência com o cargo de ministro da Defesa. Por diversas oportunidades, demonstrou-se reticente quanto à sua permanência em um cargo tão distinto de seus conhecimentos empresariais, mas a pedidos do presidente Lula, exerceu a função até 31 de março de 2006. Nesta ocasião, renunciou para cumprir as determinações legais com o intuito de poder participar das eleições de 2006. Foi considerado pela Revista Época um dos 100 brasileiros mais influentes do ano de 2009.
Em 2 de setembro de 2005 deixou o Partido Liberal, e no dia 29 do mesmo mês ingressou no Partido Municipalista Renovador (PMR), que logo mudou seu nome e passaria a se chamar Partido Republicano Brasileiro (PRB). Havia dúvida se Alencar iria ser novamente candidato a vice, mas por fim ele foi confirmado novamente para integrar a chapa com Lula.

### Após a vice-presidência
Antes de deixar a vice-presidência, em 9 de abril de 2010, Alencar desistiu da candidatura ao Senado por Minas Gerais. Apesar de estar aparentemente com capacidade de enfrentar a eleição e ocupar o cargo, ele declarou que não achava certo se candidatar enquanto estava fazendo quimioterapia. Também apoiou fortemente a decisão de Lula em escolher Dilma Rousseff como candidata a sucessão presidencial.
Em 25 de janeiro de 2011 recebeu a medalha 25 de janeiro da prefeitura de São Paulo. Ao entregar a medalha ao ex-vice-presidente, a presidente Dilma Rousseff ressaltou: "Eu tenho certeza de que cada brasileira e brasileiro deste imenso país gostaria de estar agora em São Paulo — esta cidade-síntese do espírito empreendedor do país que completa hoje 457 anos de existência — para entregar junto conosco a Medalha 25 de Janeiro ao nosso eterno vice-presidente da República, José Alencar." Já, Alencar disse: "Não posso me queixar. A situação está tão boa que não tem como melhorar, todo mundo está rezando por mim". Apesar de estar em uma cadeira de rodas, ele ainda brincou com o público dizendo: "Aprendi com Lula que os discursos devem ser como um vestido de mulher: nem tão curtos que possam escandalizar, nem tão longos que possam entristecer".

## Vida pessoal

### Casamento e filhos

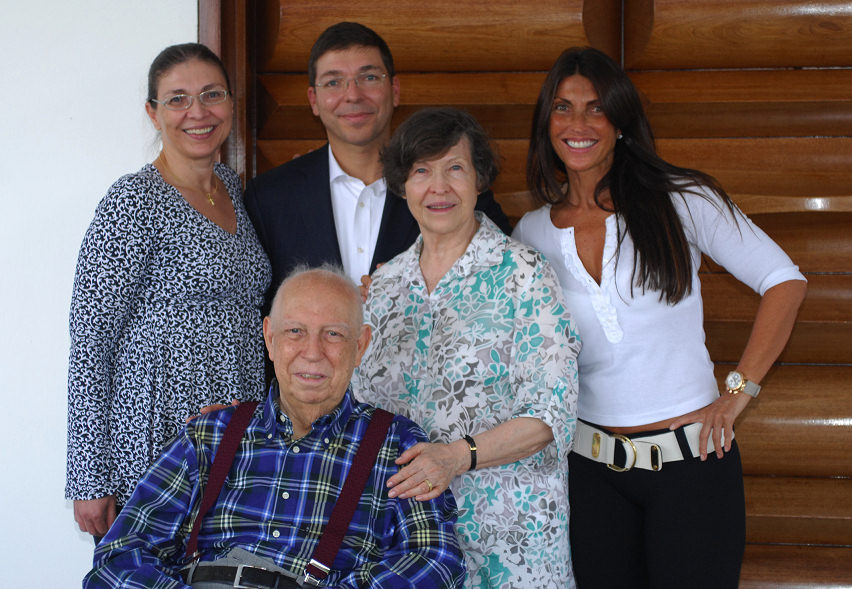
O vice-presidente José Alencar com sua esposa Mariza e seus filhos Maria da Graça, Josué e Patrícia. Foi a última foto tirada com a família, na comemoração de seus 79 anos.

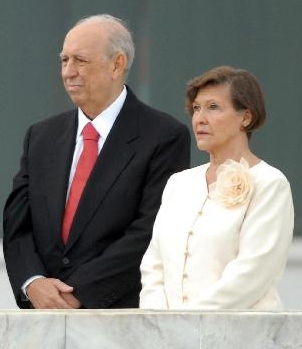
O vice-presidente José Alencar ao lado de sua esposa Mariza na posse do segundo mandato em 1 de janeiro de 2007.

Em Caratinga, Alencar foi até a casa de Luiz Campos de Carvalho, um adepto do radioamadorismo, estava lá para fazer contato através deste sistema de comunicação. Na casa do Luiz, viu uma foto da filha daquele senhor, Mariza Oliveira Campos, que de forma proposital Alencar iria se encontrar com ela pouco tempo depois. Em 9 de novembro de 1957, casou-se com Mariza em Caratinga. Alencar e Mariza tiveram três filhos, Maria da Graça (Caratinga, 1959), Patrícia (1960) e Josué Gomes (1963). Patrícia e Josué nasceram no Rio de Janeiro, mas foram registrados em Ubá. Seu filho, Josué, foi cogitado, em 2016, para ser o candidato do PMDB a presidente em 2018.

### Temperamento
A irmã Célia, conta que quando criança, "em casa, ele [Zezé] era muito implicante, muito enjoado conosco". Chamavam José Alencar de Zezé. Na juventude, gostava de ir em festas e dançar. Chegou a ganhar o apelido de "Zé 55".
| “ | Não sou muito de ficar até tarde. Sou diurna. Ele é noturno. Não bebo, só bebia um vinhozinho às vezes, mas nem isso mais, e gosto de deitar cedo, dormir cedo. Ele gosta de tomar um 'golo' [gole], de conversar até tarde, de ficar proseando. Ele, os irmãos, as irmãs, a família gosta. Nisso não combinamos. | ” |

### Crenças
Em relação com suas crenças, quando o PR foi fundado em 2005, ele se dizia católico. 
Mas em 2010 ele disse: "Sou cristão em homenagem ao papai, a mamãe, e até gosto de ler passagens da Bíblia, mas se você me pergunta qual é a minha religião, eu respondo que não frequento nem igreja evangélica nem igreja católica", ao contrário de sua esposa, uma católica fervorosa. 
Nos últimos dois anos de vida, passou a frequentar a Igreja Universal do Reino de Deus. 

### Ação de paternidade
Em 2001, a professora Rosemary de Morais entrou com um processo na justiça para reconhecer José Alencar como seu legítimo pai. Rosemary nasceu em 8 de maio de 1955, ou seja, a gestação teria ocorrido em agosto de 1954. Alencar alega que durante este período estava morando em Itaperuna. Ele admitiu que quando era jovem e solteiro, frequentava a zona boêmia de Caratinga, mas negou a possibilidade de Rosemary ser sua filha e de conhecer a mãe dela, a enfermeira Francisca Nicolina de Morais (falecida em 2009 aos 82 anos). Segundo Rosemary, com então 43 anos de idade, sua mãe havia revelado que ela não era filha de seu esposo, mas sim de um político mineiro. Francisca, ao ver em um jornal a foto de Josué (filho legítimo de Alencar), afirmou para Rosemary que aquele era seu irmão, e que o pai dele também era seu pai. Rosemary, afirma ainda, que segundo o que ouviu de sua avó, sua mãe Francisca era uma mulher "de vida fácil" e "muito bonita", comparando-a a uma meretriz, em reportagem do Fantástico.
Alencar se recusara a fazer exame de DNA, alegando que não havia provas que dessem sustentação à denúncia, e com base nisto, em 22 de julho de 2010, um juiz de Caratinga reconheceu que Rosemary é filha de Alencar, e ela pode passar a se chamar Rosemary de Morais Gomes da Silva. Alencar recorreu da decisão, e o caso ficou sob sigilo no Tribunal de Justiça de Minas Gerais. Quando faleceu, a cremação realizada trouxe especulações de que isso poderia anular a possibilidade de exame de DNA. Apesar das especulações, o advogado de Rosemary disse que a cremação não prejudicaria o processo. Após a morte de Alencar, os filhos e a esposa Mariza tem de responder pelo processo.
| “ | Os próprios tribunais falam, tem que ter indícios. Se fosse assim, todo mundo que foi à zona um dia, pode ser (pai). Não é possível. São milhões de casos de pessoas que foram à zona, só que grande parte desses casos não tenham sido objeto de interesse, nem político nem econômico. Agora, pelo fato de eu ter sido, vou me submeter a um DNA, que também não é 100%? | ” |

Em 6 de março de 2014, um juiz de Minas Gerais determinou definitivamente o reconhecimento de paternidade, usando como argumento a recusa no exame genético, o que caracteriza presunção de paternidade. Em vida, dona Francisca não desejava que a filha buscasse a paternidade, e quando isso ocorreu, Alencar não quis se aproximar de Rosemary, apenas posteriormente tentou inutilmente conhecê-la melhor. Rosemary declarou que não ambiciona a fortuna da família, deseja somente cuidar de sua saúde, ter sua casa e um certo conforto. e no dia 27 de agosto de 2015 o STJ também  reconheceu Rosemary como filha de Alencar.

### Problemas de saúde
Alencar teve um delicado histórico médico, tendo feito mais de quinze cirurgias.
No final de 1997, descobriu-se um câncer de rim com um centímetro em meio. Para resolver o problema seria necessário a retirada do rim. Em 23 de dezembro de 1997, incomodado com um mal estar no estômago, Alencar insistiu que se fizesse uma endoscopia e descobriu um segundo câncer no estômago. No Hospital Sírio-Libanês, no mesmo dia, foram feitas duas cirurgias simultâneas, uma para a retirada do rim, e a outra para retirar o tumor no estômago.
Num exame de rotina, em 2002, foi descoberto um câncer na próstata, e foi operado no Sírio-Libanês pelo mesmo médico anterior, Miguel Srougi. Em 2004, durante o Carnaval, Alencar sentiu uma dor no abdômen, e teve de fazer nova cirurgia com acompanhamento dos médicos Raul Cutait e Roberto Kalil Filho, agora por causa de vesícula inflamada. Ainda em 2004, faria uma pequena cirurgia com o médico Ivo Pitanguy para retirar um tumor benigno na base das narinas. Em 17 de agosto de 2005, no Sírio-Libanês, verificou-se uma isquemia no coração, para resolver o problema foi preciso um cateterismo e uma angioplastia para a inserção de um stent, aparelho que dilata a artéria facilitando o fluxo de sangue.
Em 13 de julho de 2006 foi diagnosticado um tumor no abdômen, num local de difícil acesso, chamado de retroperitônio. Foi feita a remoção de um tumor de quatro centímetros, e levado para a biópsia, isto é análise em laboratório daquela doença. Mesmo naquele estado, Alencar ainda fez esforços para fazer campanha política — era ano de eleições. Em entrevista, o médico Cutait declarou sobre os ânimos do paciente naquela situação:
| “ | Quando ele se opera, parece que veio só tirar uma verruga. A evolução é suave, tranquila, a recuperação é muito rápida. Em geral, quando você usa o mesmo corte várias vezes, a cicatrização acaba sendo meio precária, e a dele é como se nunca tivesse acontecido nada. | ” |

Ao sair o resultado da biópsia, confirmou-se que se tratava de um sarcoma. Os sarcomas são tumores raros, capazes de se multiplicar rapidamente em vários tumores. O que surgiu em José Alencar era de um tipo agressivo, chamado de fibro-histiocitoma maligno ou sarcoma indiferenciado pleomórfico de alto grau, e estava localizado no meio dos músculos próximo aos ossos. Paulo Hoff iria entrar para a equipe médica que trataria Alencar no Sírio-Libanês. Havia entre os médicos uma divergência sobre o que fazer, até mesmo quando foram ouvir a opinião de uma equipe de médicos estadunidenses.
Em 14 de novembro de 2006, Alencar fez uma nova cirurgia, agora em Nova Iorque. Realizada por Murray Brennan, fez uma radioterapia intra-abdominal, isto é, direto no tumor, com a barriga aberta. Recebeu alta do hospital em quatro dias, e pode voltar ao Brasil em dez dias. Em dezembro de 2006, Alencar iniciou a quimioterapia, e devido a intensidade do tratamento, perdeu o bigode que possuía desde a juventude. No final de 2007, Brennan operou novamente o vice-presidente. Foi diagnosticado, que a doença evoluirá para um estado pior, a sarcomatose. Em 12 de fevereiro de 2008, Alencar passou por uma radiofrequência, ou seja, uma aplicação de forte calor sobre o tumor com o objetivo de matar o tumor, e em 19 de setembro do mesmo ano, por uma nova cirurgia.
| “ | O médico abre, consegue tirar os tumores visíveis, mas não os que são microscópicos, que estão ali, mas ninguém vê. Termina a cirurgia e eles estão crescendo, daqui a pouco estão grandes de novo. Você tira um e vem outro, tira um e vem outro... | ” |

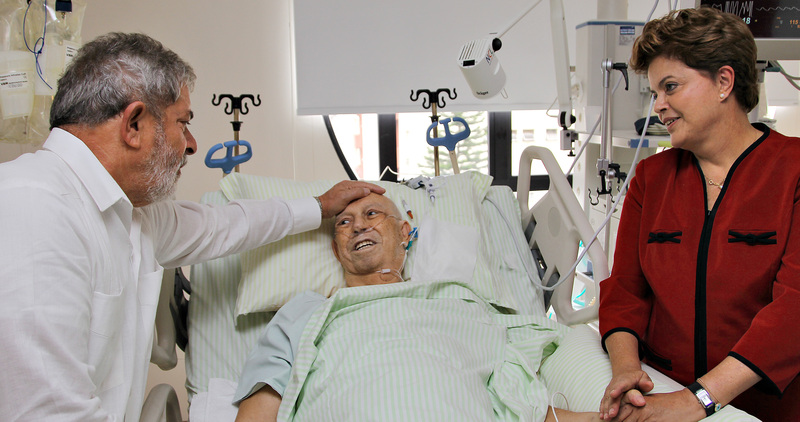
Presidente Lula, Alencar e a presidente eleita Dilma no Hospital Sírio-Libanês em 23 de dezembro de 2010.

A maior cirurgia ocorreu em 25 de janeiro de 2009, com aproximadamente dez médicos, numa operação que durou 18 horas e foram retirados onze tumores e outras partes do organismo como parte do intestino. Em 2009, fez um tratamento experimental nos Estados Unidos, que aparentemente conteve o crescimento dos tumores, mas não deu resultado positivo. Teve ainda de enfrentar uma colostomia, quando as fezes são desviadas para bolsas na parte externa do corpo.
Em 11 de julho de 2010 teve de desobstruir uma artéria devido a uma nova isquemia cardíaca, sendo necessário a colocação de um segundo stent.

### Morte

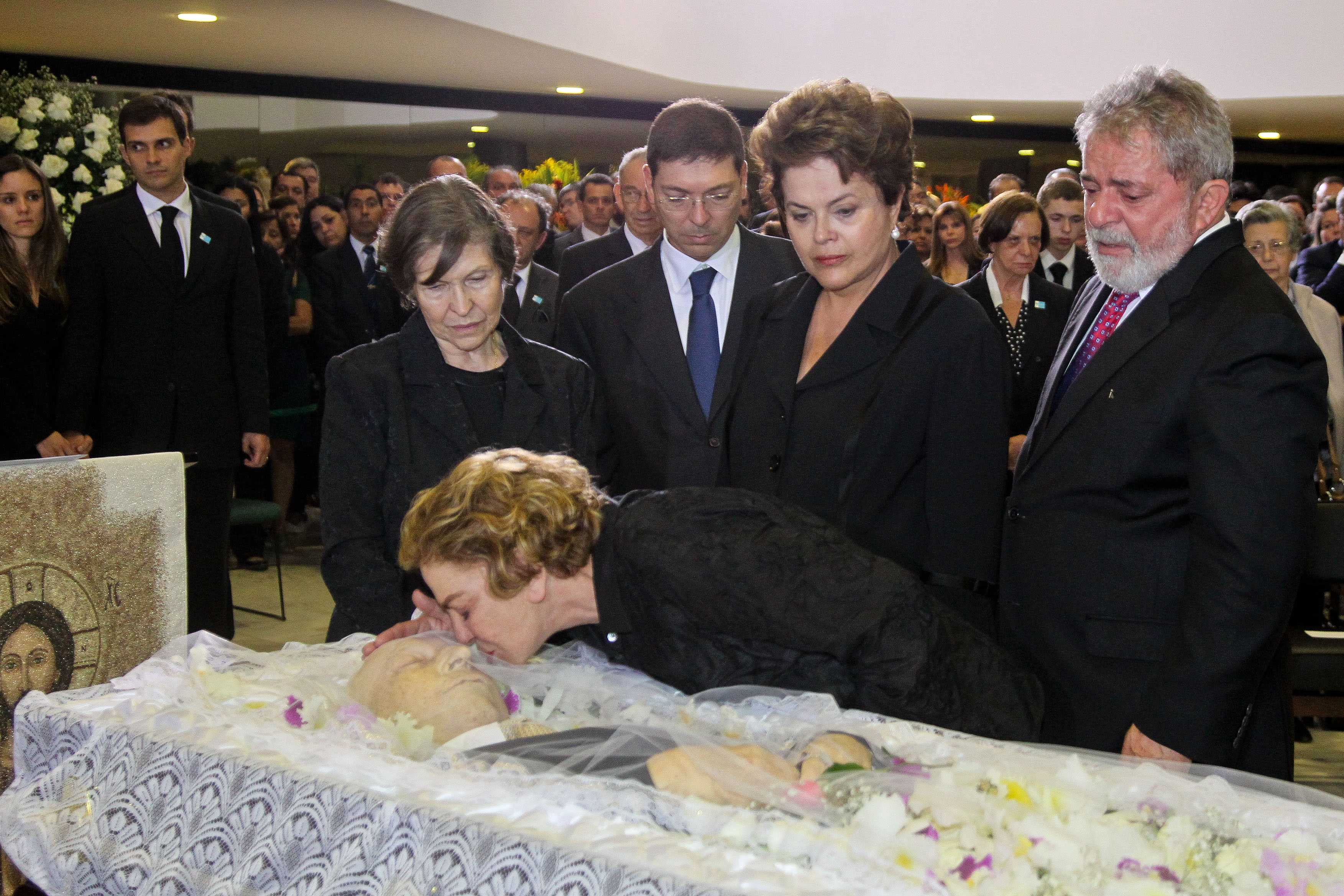
Da esquerda para a direita: a viúva Mariza Gomes, o filho Josué Gomes da Silva, a então presidente Dilma Rousseff, o ex-presidente Lula e sua esposa Marisa Letícia beijando Alencar durante o velório de Brasília.

No final de seu mandato como vice-presidente da República, em 2010, apresentava um complexo estado de saúde, sendo necessária até mesmo a interrupção do tratamento contra o câncer. Em 22 de dezembro de 2010 foi submetido a uma cirurgia para tentar conter uma hemorragia no abdômen. No dia seguinte Lula e a então presidente eleita Dilma Rousseff visitaram-no no hospital Sírio-Libanês em São Paulo.
Em 9 de janeiro de 2011, o sangramento é controlado e ele deixa a UTI. No final do mesmo mês, sai do hospital para receber uma honraria da Prefeitura de São Paulo, recebendo alta pouco depois para que continuasse o tratamento em casa. Em 9 fevereiro, retorna à UTI devido a uma perfuração intestinal, sendo liberado no mês seguinte. Voltou a ser internado em 28 de março, vindo a morrer no dia 29 devido a falência múltipla dos órgãos em decorrência do câncer na região abdominal.
A ex-presidente Dilma Rousseff e o ex-presidente Lula da Silva, que no momento da morte de Alencar se encontravam em Portugal por motivo da atribuição de um doutoramento honoris causa ao ex-presidente do Brasil concedido pela Universidade de Coimbra, anteciparam o seu regresso para o dia 30 de março. Dilma Rousseff ofereceu à família de Alencar o Palácio do Planalto para que o corpo fosse velado e decretou um luto nacional de uma semana. Lula e Dilma acompanharam o velório em Brasília no dia 30 no Palácio do Planalto onde mais de 8 mil pessoas estavam presentes e em Belo Horizonte no dia 31 no Palácio da Liberdade tendo ido mais de 4 mil pessoas. A família de Alencar optou por sua cremação, em cerimônia realizada no dia 31 de março no Cemitério Parque Renascer, em Contagem. No dia 14 de maio de 2011, as cinzas do corpo de José Alencar foram colocadas em uma lápide ao lado do altar da Igreja Nossa Senhora da Glória no distrito de Itamuri na cidade Muriaé, sua terra natal. A cerimônia ocorreu após uma missa celebrada naquele santuário, onde Alencar foi batizado e desejou, ainda em vida, que seus restos mortais ali jazessem.

## Legado
A maioria dos cientistas políticos concordam que José Alencar ajudou de forma significativa a eleger Lula. Havia na época, uma grande desconfiança dos empresários com relação a Lula e o Partido dos Trabalhadores. Como empresário, fundador da Coteminas, Alencar conseguiu conquistar a confiança do setor. Antes de 2002, Lula aparecia nas eleições presidenciais na casa dos 30% de votos, o que é insuficiente para elegê-lo. O próprio Lula reconhecera que viu Alencar como "o vice que vai fazer com que eu ganhe a eleição".
Na carreira empresarial, começou com uma loja aos 18 anos e conseguiu fundar e consolidar a Coteminas, uma empresa que entre 1992 e 2004, a produção têxtil pulou de 15 mil toneladas para 170 mil toneladas e o faturamento aumentou 20 vezes, de 35 milhões de dólares para 700 milhões de dólares. O empresário e político Paulo Skaf, considera que "Alencar foi a consciência crítica da sociedade no Poder Executivo federal e, ao mesmo tempo, um interlocutor do governo ante a população, as empresas, as entidades de classe e os sistemas produtivos".
A luta de Alencar contra o câncer, com determinação, inspirou várias pessoas que sofrem da doença a terem perseverança.

## Opiniões políticas

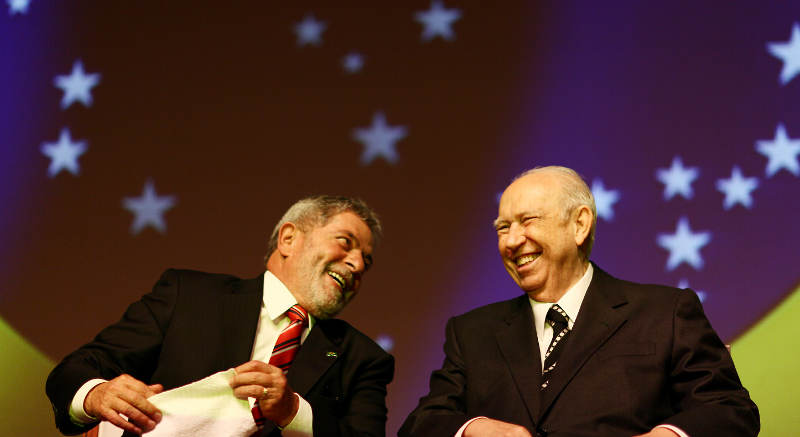
Lula ao lado de Alencar.

José Alencar declarou que "o homossexualismo é uma forma de violência à natureza humana", colocando-se assim contra a união de pessoas do mesmo sexo. Em 2004, criticou a forma com que o governo estava realizando a reforma agrária, ele defendeu que a reforma agrária precisa ser feita respeitando o direito de propriedade, ou seja, sem invasões, as quais classificou como "bravatas". Ao defender que o Brasil tivesse armas nucleares como importante "fator de dissuasão" e para "dar mais respeitabilidade" ao País, acabou entrando em polêmica.
Considerou que a liberdade de imprensa é um importante instrumento para fortalecer a democracia. Posicionou-se contra o aborto. Em relação a saúde pública, declarou que "às vezes me sinto culpado porque sou vice-presidente da República e não fiz nada [pela saúde]. É verdade que vice não manda nada, e quando a causa é boa, pede. E pede com empenho".
Alencar criticou com frequência os juros altos. Em 2007, com relação a Contribuição Provisória sobre a Movimentação ou Transmissão de Valores e de Créditos e Direitos de Natureza Financeira (CPMF), considerou ser um imposto abominável, mas não contrariou Lula nesta questão, e definiu o imposto como necessário, pois "o Brasil não pode brincar com o equilíbrio orçamentário". O imposto foi removido pelo Congresso.

## Desempenho eleitoral
| Ano  | Eleição                   | Partido | Cargo                                                   | Votos      | %                 | Resultado   |
| ---- | ------------------------- | ------- | ------------------------------------------------------- | ---------- | ----------------- | ----------- |
| 1994 | Estaduais em Minas Gerais | PMDB    | Governador                                              | 641 877    | 10,71% (1º Turno) | 3º colocado |
| 1998 | Estaduais em Minas Gerais | PMDB    | Senador                                                 | 2 902 158  | 48,18%            | Eleito      |
| 2002 | Presidencial no Brasil    | PL      | Vice-presidente Titular: Luiz Inácio Lula da Silva (PT) | 39 455 233 | 46,44% (2º Turno) | Eleito      |
| 2002 | Presidencial no Brasil    | PL      | Vice-presidente Titular: Luiz Inácio Lula da Silva (PT) | 52 793 364 | 61,27% (2º Turno) |             |
| 2006 | Presidencial no Brasil    | PRB     | Vice-presidente Titular: Luiz Inácio Lula da Silva (PT) | 46 662 365 | 48,61% (1º Turno) | Eleito      |
| 2006 | Presidencial no Brasil    | PRB     | Vice-presidente Titular: Luiz Inácio Lula da Silva (PT) | 58 295 042 | 60,83% (2º Turno) |             |

## Homenagens
- Túnel da Grota Funda, que tem como nome oficial Túnel Vice-Presidente da República José de Alencar, inaugurada em 06 de junho de 2012 no Rio de Janeiro[93]
- Ponte José Alencar, inaugurada em 2016 no Recife[94]